# Stanisław Biskupski (dziennikarz)
Stanisław Biskupski (ur. 6 grudnia?/19 grudnia 1917 w Kijowie, zm. 16 września 2007) – polski prozaik i dziennikarz. Twórca książek o tematyce wojennej.
Podczas wojny był korespondentem wojennym frontowej gazety 1 Armii WP (1944–1945). Pracował w Wydawnictwie Ministerstwa Obrony Narodowej (kierownik Redakcji Wydawnictw Masowych 1950–1965, kierownik Redakcji Pamiętników 1965–1973). Pod jego kierunkiem powstawała seria wydawnicza Biblioteka Żółtego Tygrysa. Pisał głównie książki o przygodach polskich żołnierzy na frontach II wojny światowej. Należą do nich:
- Archipelag wysp pływających,
- Boso wśród gwiazd,
- Chłopcy z ostrowieckich lasów,
- Darnica – godz. 0.40 (1968, Biblioteka Żółtego Tygrysa),
- Godzina klęski (1964, Biblioteka Żółtego Tygrysa),
- Ludzie-torpedy (1957, Biblioteka Żółtego Tygrysa),
- Morze szumi inaczej,
- Na kursie „Bismarck”,
- Odcinek N (1965, Biblioteka Żółtego Tygrysa),
- ORP „Orzeł” zaginął,
- Ostatni bunkier (1963, Biblioteka Żółtego Tygrysa),
- PQ-16 dojść musi,
- Rozkaz nr 0069... (1967, Biblioteka Żółtego Tygrysa),
- Sokoły siedmiu mórz,
- Sukienka w kolorze błękitu,
- Ślady na dnie,
- Wrześniowa próba,
- Wypadek w parku narodowym.

Laureat nagrody resortowej (1973), nagrody Prezesa Rady Ministrów (1979), nagrody im. Josepha Conrada (1972). Odznaczony m.in. Krzyżem Kawalerskim Orderu Odrodzenia Polski oraz Złotym Krzyżem Zasługi.